# Griselinia ruscifolia
Griselinia ruscifolia är en tvåhjärtbladig växtart som först beskrevs av Clos., och fick sitt nu gällande namn av John Ball. Griselinia ruscifolia ingår i släktet Griselinia och familjen Griseliniaceae. Utöver nominatformen finns också underarten G. r. itatiaiae.